# Petra Henzi
Petra Henzi née le 14 octobre 1969 à Küttigen dans le canton d'Argovie, est une coureuse cycliste suisse. Spécialisée en VTT, elle a notamment été championne du monde de VTT marathon en 2007 et championne du monde de relais mixte en 2006 et 2007.

## Palmarès en VTT

### Jeux olympiques
- Pékin 2008
  - 6e du cross-country

### Championnats du monde
Marathon
- Lugano 2003
  - 5e
- Lillehammer 2005
  -  Médaillée de bronze
- Oisans 2006
  -  Médaillée d'argent
- Verviers 2007
  -  Championne du monde
- Graz 2009
  -  Médaillée de bronze

Cross-country
- Kaprun 2002
  -  Médaillée de bronze du relais mixte
- Livigno 2005
  -  Médaillée de bronze du cross-country
- Rotorua 2006
  -  Championne du monde du relais mixte
- Fort William 2007
  -  Championne du monde du relais mixte
- Val di Sole 2008
  -  Médaillée d'argent du relais mixte

### Championnats d'Europe
- 2004
  -  Championne d'Europe du relais mixte
- 2005
  -  Médaillée d'argent du relais mixte
- 2006
  -  Championne d'Europe du relais mixte
- 2007
  -  Championne d'Europe du relais mixte

### Championnats nationaux
- Championne de Suisse de cross-country en 2003, 2005, 2006 et 2007
- Championne de Suisse de VTT marathon en 2005 et 2006

### Autres victoires
- 2005
  - Manche de Coupe du monde de Limassol
- 2007
  - Roc d'Azur
- 2008
  - Manche de Coupe du monde d'Ornans

## Palmarès en cyclo-cross
- 2006
  -  Championne de Suisse de cyclo-cross